# Kevin Boyce

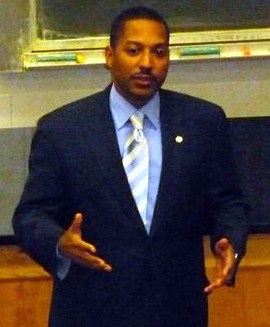
Kevin Boyce

Kevin L. Boyce (* 1971) ist ein US-amerikanischer Politiker (Demokratische Partei). Er war von 2009 bis 2011 Treasurer of State von Ohio.

## Werdegang
Über die Jugendjahre von Kevin L. Boyce ist nichts bekannt. Er graduierte 1990 an der Columbus East High School. Seinen Bachelor of Arts in Politikwissenschaft machte er 1995 an der University of Toledo und seinen Master of Public Administration 2004 an der Central Michigan University.
Boyce war Geschäftsführer der KnowledgeWorks Foundation, einer Non-Profit-Organisation, die den Hochschulzugang für Schüler fördert. Von 1997 bis 1999 war er Geschäftsführer der Ohio Legislative Black Caucus. Während dieser Zeit leitete er 1998 den erfolglosen Wahlkampf von Charleta B. Tavares für den Posten als Secretary of State von Ohio. Von Januar 1999 bis September 2000 war er Stabschef vom Minority Caucus im Repräsentantenhaus von Ohio. Er heiratete Crystal Boyce. Das Paar hat zwei Söhne und eine Patentochter.
Am 11. September 2000 berief man ihn in den Columbus City Council. Er wurde dann am 6. November 2001 in den Columbus City Council für eine vierjährige Amtszeit gewählt. Seine Wiederwahl fand am 8. November 2005 statt. Während seiner Amtszeit bekleidete er den Posten als President pro Tempore und als Vorsitzender im Finance Committee und Zorning Committee.
Der demokratische Gouverneur von Ohio Ted Strickland gab am 23. Dezember 2008 die Ernennung von Boyce zum Treasurer of State von Ohio bekannt. Durch seine Ernennung wurde die Vakanz geschlossen, die durch den Rücktritt von Richard Cordray entstand, als er im November 2008 der neue Attorney General von Ohio wurde. Am 8. Januar 2009 legte Boyce seinen Amtseid ab. Er war der erste demokratische Afroamerikaner, der einen landesweiten, nicht juristischen Posten in Ohio hielt. Im Juli 2009 veröffentlichte die Dayton Daily News einen Artikel, dem zufolge Boyce 32.469 US-Dollar für Werbeartikel mit seinem Namen darauf ausgab. Im weiteren Verlauf argumentierte Boyce, dass solche Praktiken für politische Amtsträger üblich waren und dass er 30 % weniger ausgab, als sein Vorgänger für solche Gegenstände. Sein republikanischer Gegner in der Kampagne im Jahr 2010, Josh Mandel, beschuldigte ihn währenddessen, dass die Ausgaben unangemessen waren wegen der Haushaltsschwierigkeiten des Staates. Ferner wurde Boyce für die Einstellung von demokratischen Parteigenossen bei mehreren Posten innerhalb seiner Behörde kritisiert.
Boyce wurde wegen der Vergabe eines Vertrages an die KeyBank zwecks Verarbeitung von Staatsschecks befragt, der eine Höhe von 160.000 US-Dollar pro Jahr hatte. An dieser Stelle sei zu erwähnen, dass Ohio bis dahin seine eigenen Schecks seit 100 Jahren selbst verarbeitete. Boyce erwartete, dass der neue Vertrag ungefähr 83.000 US-Dollar pro Jahr durch erhöhte Zinserträge einsparen würde. Der Vertrag wurde in einem Ausschreibungsverfahren vergeben, obwohl dies von Kritikern in Frage gestellt wurde, da zwei KeyBank-Lobbyisten 1 Woche nach der Vergabe des Vertrages eine Spendenaktion für Boyce abhielten, wo ein Ticket 500 US-Dollar kostete.
Während der Zwischenwahlen (Midterm Elections) 2010 kandidierte Boyce für den Posten als Treasurer of State, erlitt aber eine Niederlage gegenüber dem republikanischen Herausforderer Josh Mandel. Boyce erhielt bei der Wahl 40,2 % der Stimmen. Nach der verlorenen Wahl empfahl er dem Bürgermeister von Chicago (Illinois) Rahm Emanuel seinen Top-Berater, Amer Ahmad, für den Posten des Comptroller of Chicago, obwohl Boyce eine Bundesvorladung erhielt. Dabei ging es um die Verwicklung von Amer Ahmad bei Verträgen mit einer Bank in Boston (Massachusetts). Ahmad wurde im August 2013 in acht Anklagepunkten der Bestechung, des Überweisungsbetruges und der Verabredung zu Straftaten während seiner Zeit als stellvertretender Treasurer of State von Ohio unter Boyce angeklagt. Infolgedessen floh Ahmad nach Pakistan. Er wurde währenddessen zu einer Haftstrafe von 15 Jahren in einem Bundesgefängnis verurteilt, aber es ist unwahrscheinlich, dass er von Pakistan an die Vereinigten Staaten ausgeliefert wird.
Als W. Carlton Weddington wegen eines Bestechungsskandals im Frühjahr 2012 angeklagt wurde, trat er von seinem Sitz im Repräsentantenhaus von Ohio zurück und zwang dadurch die Demokratische Partei einen Nachfolger zu benennen. Man wählte Boyce unter einer Anzahl von möglichen Bewerbern. Am 6. Mai 2012 legte Boyce seinen Amtseid ab. Im selben Jahr kandidierte er erfolgreich für eine volle Amtszeit im Repräsentantenhaus von Ohio. Er errang einen Sieg gegenüber dem Republikaner Seth Golding. Dabei holte er 85,84 % der Stimmen. 2014 wurde er für eine weitere Amtszeit wiedergewählt. Dieses Mal bekam er 81 % der Stimmen. Boyce wurde bald darauf zum Minority Whip gewählt. Er ist auch der einzige Demokrat, der den Vorsitz in der 131. Ohio General Assembly hält sowie den Vorsitz im Committee on Community und dem Family Advancement's Subcommittee on Minority Affairs.

## Ehrungen
Der National Council of Negro Women überreichte Boyce im Mai 2004 seine Community Service Plaque. Im November 2004 wurde er durch die Phi Beta Sigma Fraternity and Leadership, At Its Best, LLC. als herausragendes Vorbild für junge Männer geehrt.